# Komosse södra, Västra Götalands län
Komosse södra är ett naturreservat i Ölsremma socken i Tranemo kommun och Grönahögs socken i Ulricehamns kommun i Västergötland. Det gränsar i öster till motsvarande reservat i Småland; Komosse södra, Jönköpings län.

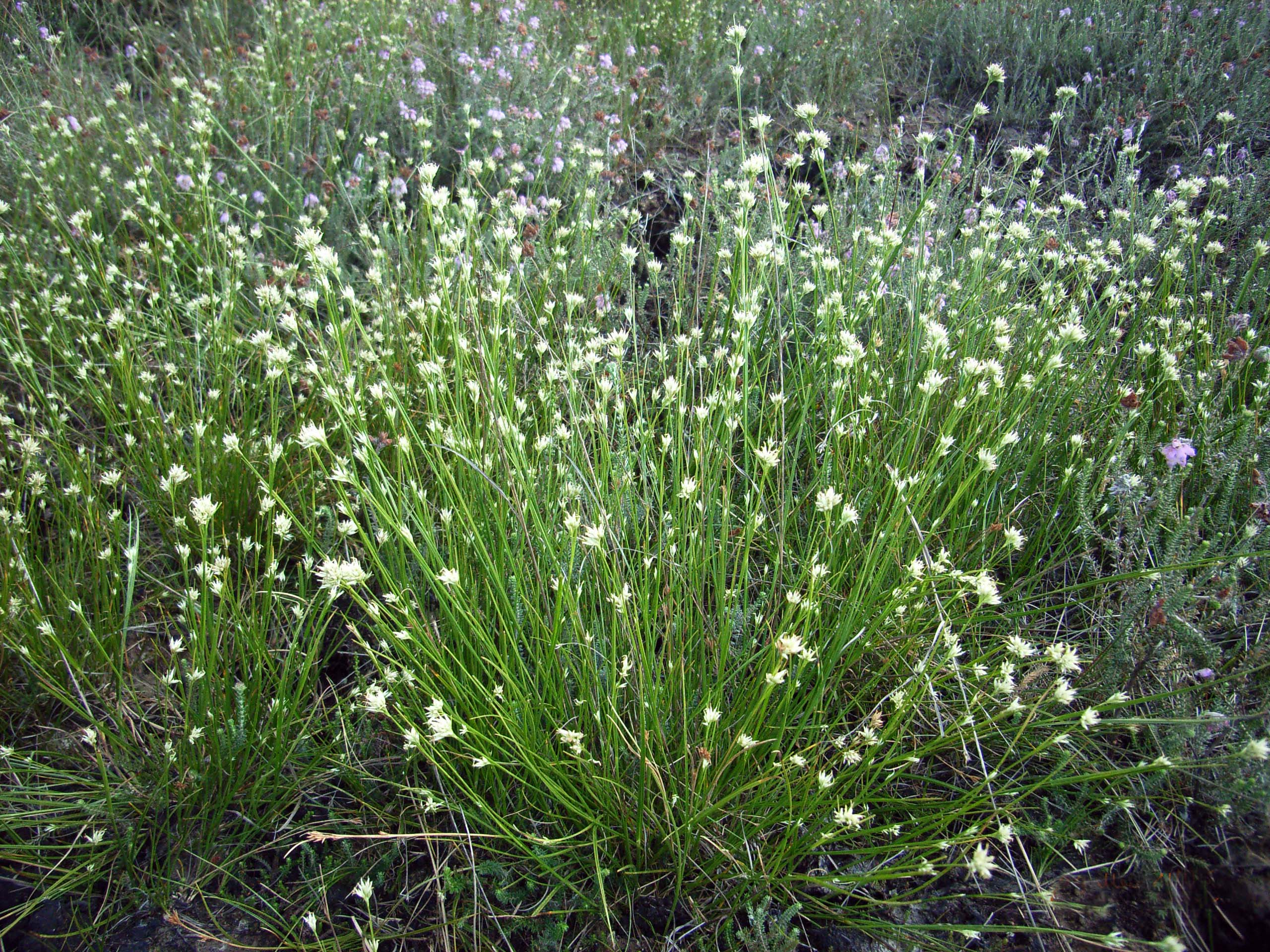
Vitag

Den del av reservatet som ligger i Västra Götaland är skyddat sedan 1991 och omfattar 1 286 hektar. Det förvaltas av Västkuststiftelsen och ingår i EU-nätverket Natura 2000. I norr gränsar Komosse södra till naturreservatet Komosse samt sjöarna Trehörningen och Elsabosjön.
Huvuddelen utgörs av Bohestramossen, Johansjömossen och Fiskerydsmossen. Mossarna är till största delen skoglösa men mindre partier är glest trädbevuxna. Där finns även kärr, vattendrag och fastmark. En mindre del av myrmarken utgörs av laggkärr och dråg. En del av området användes förr till hötäkt. Några av drågen växer till bäckar. Där finns även större fastmarksholmar med barrskog. I fuktigare partier växer myrlilja, dystarr, vitag och ängsull. I näringsrikare partier finns snip och myggblomster. På torrare delar växer ljung, skvattram, klockljung, rosling och olika lavar.